# Pseudonymphes brunherottae
Pseudonymphes brunherottae là một loài côn trùng trong họ Myrmeleontidae thuộc bộ Neuroptera. Loài này được Martins-Neto miêu tả năm 1994.